# Элвис на концерте
«Элвис на концерте» (англ. Elvis In Concert) — телеконцерт американского певца Элвиса Пресли, снятый для телеканала Си-би-эс во время последнего турне певца и вышедший в эфир 3 октября 1977 года — шесть недель спустя после смерти Пресли. Именно фактор смерти, вызвавшей большой резонанс, повлиял на решение транслировать запись. Считается, что в противном случае телеконцерт остался бы лежать в архивах, так как в нём Пресли запечатлён не в лучшей своей форме. Помимо телеконцета также вышел одноимённый саундтрек.

## Обзор
Несмотря на ухудшение здоровья и общую апатию, Элвис Пресли в первой половине 1977 года давал один концерт за другим. Качество выступлений целиком зависело от настроения певца, состояния его здоровья, а также медикаментов. В такой обстановке менеджер Пресли полковник Том Паркер решил сделать ещё одно телешоу с участием певца: два предыдущих телеконцерта 1968 и 1973 годов были большим успехом и получили множество похвал; кроме того, расчёт был на то, что это пробудит в Пресли интерес к музыке.
Режиссёров, отснявших первые пробы, выступления Пресли привели в недоумение: перед ними была поставлена задача запечатлеть малоподвижную ныне фигуру Пресли, равнодушное большей частью пение и общий болезненный облик певца, к тому времени также значительно набравшего вес. Съёмки, тем не менее, были назначены на 19 июня в Омахе и 21 июня в Рапид-Сити. Первое выступление было вялым и мало подходило для масштабного телешоу. Его более-менее компенсировал второй концерт, на котором Пресли был явно в хорошем настроении и полон энергии; тем не менее, кадры телеплёнки обнажали то, что Пресли и его окружение пытались скрыть: певец был явно не в форме.
Отснятый материал был слабым, и, вероятно, над ним не стали бы работать, если не последовавшая 16 августа смерть Пресли, которая вызвала большой резонанс и интерес к певцу. На этой волне было решено выпустить в эфир задуманный телеконцерт. Он был смонтирован из двух записей в такой последовательности, чтобы создавалось впечатление цельного выступления, разбитого, тем не менее, на фрагменты, которые соединены между собою короткими комментариями поклонников певца; в конце было дано сообщение от Вернона Пресли.
Эти выступления не были последними концертами Элвиса Пресли: музыкант дал ещё 5 концертов, завершив 26 июня своё турне в Индианаполисе. Они, тем не менее, были последними профессионально снятыми на видеоплёнку.
Со времени трансляции шоу «Элвис на концерте» в октябре 1977 года компания Элвиса Пресли неоднократно подтверждает своё нежелание выхода этих телесъёмок на видео, ссылаясь на возможный вред имиджу «короля рок-н-ролла» со стороны СМИ. Лишь четыре песни с этих телесъёмок официально доступны: «Are You Lonesome Tonight?», «Love Me», «My Way» (все три в док. фильме «Это Элвис», 1981) и «Unchained Melody» (в видеосборнике «The Great Performaces», 1991). Тем не менее, процветает индустрия бутлегов телеконцерта, пользующихся стабильным спросом; как правило, такие пиратские издания включают как телеконцерт, так и неотредактированные записи двух концертов, из которых и был смонтировано телешоу.
1. ↑  Status of the TV Special Elvis in Concert (1977) Архивировано 9 июня 2007 года.

## Содержание
1. Elvis Fans Comments
2. Opening Riff: Also Sprach Zarathustra
3. See See Rider
4. That's All Right
5. Are You Lonesome Tonight?
6. Teddy Bear / Don’t Be Cruel
7. Elvis Fans Comments
8. You Gave Me A Mountain
9. Jailhouse Rock
10. Elvis Fans Comments
11. How Great Thou Art
12. Elvis Fans Comments
13. I Really Don’t Want To Know
14. Elvis Introduces His Father
15. Hurt
16. Hound Dog
17. My Way
18. Can't Help Falling In Love
19. Closing Riff
20. Special Message From Elvis' Father